# Gammarus accolae
Gammarus accolae is een vlokreeftensoort uit de familie van de Gammaridae. De wetenschappelijke naam van de soort is voor het eerst geldig gepubliceerd in 1973 door G. Karaman.
G. accolae kan 12,5 mm groot worden. Het is aangetroffen in een beek nabij Kirgoz in de provincie Antalya in Turkije.